# Kielmeyera paniculata
Kielmeyera paniculata är en tvåhjärtbladig växtart som beskrevs av Henry Hurd Rusby. Kielmeyera paniculata ingår i släktet Kielmeyera och familjen Calophyllaceae. Inga underarter finns listade i Catalogue of Life.